# Annie Ernaux
Annie Ernaux, nata Duchesne (Lillebonne, 1º settembre 1940), è una scrittrice, giornalista ed ex docente francese, autrice del romanzo Gli anni (Les Années, 2008), vincitrice dei premi Marguerite Duras, François Mauriac, del Prix de la langue française, del Premio Strega europeo 2016 e del Premio Nobel per la Letteratura 2022.

## Biografia
Annie Duchesne nasce il 1º settembre 1940 a Lillebonne, in Normandia, in un contesto sociale di modeste condizioni. Due anni prima della sua nascita i genitori avevano perso la prima figlia, morta di difterite all'età di sei anni. Annie trascorre l'infanzia e la giovinezza a Yvetot, dove i genitori, prima operai e poi piccoli commercianti, gestiscono un bar-drogheria. Dopo gli studi all'Université de Rouen ottiene l'abilitazione all'insegnamento e inizia la carriera di insegnante di lettere moderne in un liceo. L'umile provenienza della sua famiglia e il passaggio all'universo "borghese", consentito a Annie grazie all'istruzione ricevuta, rappresenteranno un'esperienza che inciderà profondamente sulla sua scrittura e sul suo impegno sociale e politico. Nel 1964 si sposa con Philippe Ernaux; il matrimonio, da cui nasceranno due figli, finisce all'inizio degli anni 1980, quando il marito la lascia dopo 17 anni di vita insieme.
Negli anni settanta milita nel movimento femminista e scrive articoli a sfondo politico su Le Monde. Nel 1974 pubblica il suo primo romanzo. Il suo quarto libro, Il posto, vince il Premio Renaudot nel 1984.
Attraverso le sue opere racconta alcuni degli avvenimenti che hanno segnato la sua vita, come un aborto clandestino in L'evento (L'Événement), una storia d'amore con un amante russo in Passione semplice, la morte di sua madre in Una donna, il suo tumore in L'Usage de la photo.
Nel 2000 va in pensione e si dedica alla scrittura de Gli anni (Les Années) che verrà pubblicato nel 2008 e riceverà diversi premi. Nel 2011 esce alle stampe L'altra figlia, una lettera indirizzata alla sorella mai conosciuta, morta prima della sua nascita, e L'Atelier noir, che riunisce vari taccuini composti da note e riflessioni sulla scrittura. Nello stesso anno, Gallimard pubblica l'antologia Écrire la vie, che raccoglie la maggior parte dei suoi scritti autobiografici e un quaderno di cento pagine, composto da foto e brani inediti tratti dal suo diario.
Nell'aprile 2016 pubblica un nuovo racconto autobiografico, Memoria di ragazza (Mémoire de fille), in cui, quasi sessant'anni dopo, parla dell'estate 1958, in cui compì 18 anni e sperimentò il suo primo rapporto sessuale. Questa esperienza, avvenuta lontano da casa, mentre faceva l'animatrice in una colonia di vacanza, rimarrà per lei, come scrive nel libro, "il grande ricordo della vergogna, il più dettagliato, il più intrattabile di ogni altro".
Nel 2017 riceve il premio Marguerite Yourcenar alla carriera. Nel 2018 il premio Hemingway per la letteratura. Nel 2022 vince il Premio letterario internazionale Mondello (sezione autore straniero). Il 6 ottobre 2022 le viene assegnato il premio Nobel per la letteratura «per il coraggio e l'acutezza clinica con cui svela le radici, gli allontanamenti e i vincoli collettivi della memoria personale».

## Temi e stile
Le sue prime tre opere, Gli armadi vuoti (1974), Ce qu'ils disent ou rien (1977) e La Donna Gelata (1981) costituiscono una trilogia di romanzi autobiografici, narrati sotto forma di un monologo interiore retrospettivo. I temi esplorati sono l'aborto ne Gli armadi vuoti, la solitudine e la disillusione provocata dalle esperienze amorose in Ce qu'ils disent ou rien e la monotonia del matrimonio vissuto nello stereotipo della perfetta casalinga degli anni sessanta ne La Donna Gelata. La narrazione di queste tre opere non è lineare, bensì costantemente interrotta da voci che provengono dal passato e che rappresentano i pensieri e i sentimenti della narratrice durante le varie fasi del suo processo di maturazione.
Tuttavia, l'opera di Ernaux non può essere classificata né come autobiografia né come romanzo; la stessa autrice negli anni ottanta, dopo la pubblicazione di La Donna Gelata, chiede personalmente alla casa editrice Gallimard di rimuovere dalla copertina dei suoi libri qualsiasi riferimento a un particolare genere letterario. Da Il posto (1983) in poi, la sua scrittura integra una varietà di generi differenti: la prosa narrativa, la diaristica, l'etnografia, la sociologia, l'(auto)biografia, ma soprattutto l'autosociobiografia. L'allontanamento dalle categorie tradizionali della letteratura è l'elemento che maggiormente connota in senso innovativo la sua opera.
Nel suo quarto libro, Il posto (1983), Ernaux narra la vita del padre, dalla giovinezza alla morte, ripercorrendo le tappe della sua vita lavorativa, da contadino e operaio a gestore, con la moglie, di un piccolo bar-drogheria nell'entroterra francese. Alla storia dei genitori, descritti nella fissità delle loro abitudini e dei ruoli sociali, la scrittrice affianca il racconto di come gli studi e la successiva professione di insegnante in un liceo le abbiano consentito di affermarsi socialmente, a scapito però di un progressivo allontanamento dalla sua famiglia - estranea al suo nuovo tenore di vita e ai suoi orizzonti culturali - e dalla sua classe sociale d'origine. L'assimilazione dei valori della classe borghese e il conseguente disprezzo delle sue origini operaie la porteranno a maturare un senso di colpa per il tradimento compiuto con l'acquisizione del nuovo status sociale. Questo senso di colpa sta, secondo l'autrice, alla base della sua scrittura, interpretabile come una sorta di "risarcimento" nei confronti delle persone oggetto del suo tradimento.
In Una donna (1988) il tema principale è costituito dalla perdita della madre; lo stile della narrazione diventa più oggettivo e controllato e, allo stesso tempo, più convenzionale, a indicare l'avvenuto trapasso dalla ragazza ribelle del ceto operaio alla donna matura appartenente alla classe borghese. Con Passione semplice, pubblicato nel 1991 e criticato da diverse lettrici per lo stile privo di emozioni, la scrittrice affermerà di avere "rotto dei tabù attraverso una forma di scrittura molto concisa, asciutta e per nulla emotiva. Non mi piace lo sfogo, né la scrittura inutile".
Secondo Ernaux la scrittura è un atto politico attraverso cui il lettore può essere sensibilizzato, per esempio, sulla questione del "privilegio di nascita" e sull'esperienza di genere in una società patriarcale. Sono temi esplorati in "Gli armadi vuoti", dove, manifestando la sua vergogna e il disprezzo per la famiglia e l'ambiente operaio di origine, mette in luce attraverso questa forma di "nevrosi di classe" le conseguenze psicologiche della promozione e della regressione sociale (il passaggio dalla classe dei "dominati" a quella dei "dominanti"). Il tema sessuale, legato all'appartenenza al genere femminile, rappresenta uno degli altri nodi affrontati nelle sue opere. L'obiettivo dei suoi testi diventa quello di trattare i temi trascurati dalla letteratura convenzionale, raccontando le storie autentiche delle minoranze, quelle che lei chiama petits gens.

### Influenza della sociologia
La commistione fra letteratura e sociologia costituisce l'originalità di Ernaux. La sua narrazione fonde esperienza storica ed esperienza individuale. Il vissuto personale viene descritto come prodotto sociale e l'"io individualizzato" lascia il posto a una dimensione "transpersonale", collettiva; il pronome "elle" si alterna a "on" o "nous", l'autobiografia alla storia. Più volte la scrittrice ha affermato di essere un'etnologa di sé stessa («ethnologue de soi-même») e di voler rifuggire dalla scrittura di una mera autobiografia, da lei intesa come ricostruzione retrospettiva illusoria di sé. Gli episodi della sua vita vengono narrati senza abbellimenti o interpretazioni, tralasciando le emozioni e frapponendo una distanza oggettiva; l'attenzione viene concentrata su ricordi materiali come le foto, su cui costruisce per esempio l'opera Gli anni. Annie Ernaux rivendica una scrittura neutrale "senza giudizio, senza metafore, senza paragoni romantici", ed evoca uno stile "lento, che non esalta né svaluta i fatti raccontati", ma cerca di "rimanere in linea con i fatti storici documentati".
L'interesse per la sociologia e l'influenza di questa disciplina nelle opere della scrittrice francese sono stati messi in relazione alla lettura da lei svolta tra il 1965 e il 1974 dei libri di Pierre Bourdieu. In Ernaux si nota chiaramente l'eco di alcuni dei temi teorizzati dal sociologo francese, quali quello di habitus, di genetica sociale, di riproduzione dei rapporti di classe, l'importanza dell'apprendimento nella vita dell'individuo, ecc. In particolare, concetti presenti ne La Distinzione sono riscontrabili in Il posto e Una donna.
Il motivo ricorrente de Il posto è quello del tradimento che prova l'io narrante per aver abbandonato la classe dominata (operaia) per unirsi alla classe dominante. I racconti delle vite dei genitori dell'autrice, dai quali sente di allontanarsi sempre di più, sono concentrati soprattutto sulle condizioni di povertà materiale e culturale vissute da loro e dai loro stessi progenitori, e rientrano nel tipico stereotipo degli umili paesani di fine XIX secolo. Il nonno, analfabeta, conosce solo il giogo dello sfruttamento e dell'alcolismo. La moglie, in grado di leggere e scrivere, pur rappresentando un personaggio più positivo, che incarna i valori popolari dell'epoca, non può fuggire dalla sua condizione sociale e dalla responsabilità di dover badare alla famiglia e alla crescita dei figli.
La ricostruzione dettagliata della vita dei nonni ha in questo libro lo scopo di mostrare l'inevitabilità della riproduzione, nei figli, delle condizioni di vita e dei valori culturali trasmessi dai genitori. Il determinismo con cui Ernaux ne tratteggia l'esistenza rende ancor più drammatiche le loro vicende. Il modo di mangiare del padre e la mania della madre di fare economia su tutto diventano esempi del prolungamento logico della vita dei genitori in quella dei figli, una sorta di impronta genetica che condiziona tutta la loro vita.

## Opere
- (FR)  Les Armoires vides, Gallimard, 1974
  - Gli armadi vuoti, traduzione di Romana Petri, Milano, Rizzoli, 1996, ISBN 978-88-176-7038-8
- (FR)  Ce qu'ils disent ou rien, Gallimard, 1977
- (FR)  La Femme gelée, Gallimard, 1981
  - La donna  gelata, traduzione di Lorenzo Flabbi, Roma, L'orma, 2021, ISBN 978-88-31312-29-5
- (FR)  La Place, Gallimard, 1983
  - Il posto, traduzione di Lorenzo Flabbi, Roma, L'orma, 2014, ISBN 978-88-980-3815-2
- (FR)  Une femme, Gallimard, 1987
  - Una vita di donna, traduzione di Leonella Prato Caruso, Parma, Guanda, 1988, ISBN 978-88-774-6344-9
  - Una donna, traduzione di Lorenzo Flabbi, Roma, L'orma, 2018, ISBN 978-88-997-9347-0
- (FR)  Passion simple, Gallimard, 1992
  - Passione semplice, traduzione di Idolina Landolfi, Milano, Rizzoli, 1992, ISBN 978-88-176-7301-3
- (FR)  Journal du dehors, Gallimard, 1993
  - Diario dalla periferia, traduzione di Romana Petri, Milano, Rizzoli, 1994, ISBN 978-88-176-7007-4
- (FR)  «Je ne suis pas sortie de ma nuit», Gallimard, 1997
  - Non sono più uscita dalla mia notte, traduzione di Orietta Orel, Milano, Rizzoli, 1998, ISBN 978-88-176-7085-2
- (FR)  La Honte, Gallimard, 1997
  - L'onta, traduzione di Orietta Orel, Milano, Rizzoli, 1999, ISBN 978-88-176-8022-6
  - La vergogna, traduzione di Lorenzo Flabbi, Roma, L'orma, 2018, ISBN 978-88-99793-59-3
- (FR)  L'Événement, Gallimard, 2000
  - L'evento, traduzione di Lorenzo Flabbi, Roma, L'orma, 2019, ISBN 978-88-99793-92-0
- (FR)  La Vie extérieure, Gallimard, 2000.
- (FR)  Se perdre, Gallimard, 2001.
  - Perdersi, trad. di Lorenzo Flabbi, Collana Kreuzville Aleph, Roma, L'orma, 2023, ISBN 979-12-547-6021-5.
- (FR)  L'Occupation, Gallimard, 2002.
- (FR)  L'Usage de la photo, con Marc Marie, Gallimard, 2005.
- (FR)  Les Années, Gallimard, 2008
  - Gli anni, traduzione di Lorenzo Flabbi, Roma, L'orma, 2015, ISBN 978-88-980-3816-9
- (FR)  L'Autre fille, NiL éditions, 2011
  - L'altra figlia, traduzione di Lorenzo Flabbi, Roma, L'orma, 2016, ISBN 978-88-980-3897-8
- (FR)  L'Atelier noir, éditions des Busclats, 2011.
- (FR)  Retour à Yvetot, éditions du Mauconduit, 2013.
- (FR)  Regarde les lumières mon amour, Raconter la vie, Seuil, 2014.
  - Guarda le luci, amore mio, traduzione di Lorenzo Flabbi, Roma, L'orma, 2022, ISBN 978-88-313-1284-4
- (FR)  Mémoire de fille, Gallimard, 2016
  - Memoria di ragazza, traduzione di Lorenzo Flabbi, Roma, L'orma, 2017, ISBN 978-88-997-9306-7
- (FR)  Hôtel Casanova, Coll. Folio 2 euros, 2020
- (FR)  Le jeune homme, Gallimard, 2022 ISBN 978-20-729-8008-4
  - Il ragazzo, trad. di Lorenzo Flabbi, Collana Kreuzville Aleph, Roma, L'orma, 2022, ISBN 979-12-547-6030-7

## Premi e onorificenze
- 1984 – Premio Renaudot per Il posto
- 2008 – Premio Marguerite Duras per Gli anni
- 2008 – Premio François-Mauriac de la région Aquitaine per Gli anni[14]
- 2008 – Prix de la langue française alla carriera
- 2014 – Laurea honoris causa dall'università di Cergy-Pontoise
- 2014 – Premio Feronia-Città di Fiano, riconoscimento speciale autore straniero
- 2016 – Premio Strega europeo per Gli anni[29]
- 2017 – Premio Marguerite Yourcenar alla carriera[8]
- 2018 – Premio Hemingway per la letteratura[9]
- 2019 – Premio Gregor von Rezzori per Una donna[30]
- 2019 – Premio Formentor de las letras alla carriera[31]
- 2021 – Prix Prince-Pierre-de-Monaco alla carriera[32]
- 2022 – Premio Mondello come autore straniero[10]
- 2022 – Premio Nobel per la letteratura[11]